# Seppälänsaari (ö i Nyland)
Seppälänsaari är en ö i Finland. Den ligger i sjön Lojo sjö och i kommunen Lojo i den ekonomiska regionen  Helsingfors  och landskapet Nyland, i den södra delen av landet, 60 km väster om huvudstaden Helsingfors. Öns area är 67,5 hektar och dess största längd är 1,5 kilometer i öst-västlig riktning.